# 16226 Beaton
16226 Beaton este o planetă minoră (asteroid), cu un diametru de 8,194 km, din centura de asteroizi. A fost descoperită pe 29 februarie 2000 la Experimental Test Site⁠(d) de Lincoln Near-Earth Asteroid Research. 
Obiectul prezintă o orbită caracterizată de o semiaxă mare de 3,1199487 UAi, o excentricitate de 0,04, o înclinație de 8,22167 ° în raport cu ecliptica.